# Lola Liivat
Lola Liivat (także Lola Liivat-Makarova, do 1967 Lola Makarov; ur. 17 sierpnia 1928 w Tallinnie, zm. 6 maja 2025) – estońska malarka. Jedna z pierwszych ekspresjonistek abstrakcyjnych w Estonii. Uprawia abstrakcyjny ekspresjonizm i malarstwo procesowe.

## Życiorys
Ukończyła szkołę podstawową w Rakvere w 1941 i rozpoczęła naukę w gimnazjum w Rakvere, gdzie uczęszczała przez dwa lata. Następnie kontynuowała naukę w założonym w 1919 Tallińskim 4. Gimnazjum (wcześniej pod innymi nazwami). Maturę zdała w 1946.
W latach 1948–1954 Liivat studiowała w Państwowym Instytucie Sztuki w Tartu (TRKI). W 1951 instytut sztuki został przeniesiony do stolicy i połączony z Państwowym Instytutem Sztuki Stosowanej w Tallinnie. Od tej pory placówka nosiła nazwę Państwowego Instytutu Sztuki Estońskiej SRR.
W 1957 Lola Liivat odwiedziła VI Światowy Festiwal Młodzieży i Studentów w Moskwie, gdzie miała okazję wysłuchać wykładu Harry’ego i Katherine Colmanów na temat nowoczesnej amerykańskiej sztuki abstrakcyjnej oraz zobaczyć pokaz techniki Pollocka zaprezentowany przez Harry’ego Colmana. To wydarzenie znacząco wpłynęło na dalszą twórczość artystki.
W latach 1954–1983 wykładała w tartuskiej Akademii Sztuk Pięknych, ucząc malarstwa, kompozycji i rysunku. W latach 1983–1988 działała jako niezależna artystka, a od 1988 do 1994 była wykładowczynią na wydziale malarstwa Uniwersytetu w Tartu (przed 1992 był to wydział malarstwa Tartu na Uniwersytecie Artystycznym w Tallinnie). W latach 1994–1995 Lola Liivat wystawiała prace w Galerii Rüütli.
W latach 1988–1992 była przewodniczącą Stowarzyszenia Sztuki w Tartu Pallas, a w latach 1997–2000 przewodniczącą Związku Artystów Tartu. W 1991 była członkinią-założycielką tartuskiego Towarzystwa Richarda Wagnera, a od tego samego roku wstąpiła także do charytatywnej organizacji Klub Zonta Tartu.
W okresie gdy Estonia wchodziła w skład Związku Radzieckiego (jako Estońska SRR), twórczość Loli Liivat była często cenzurowana, zakazywano wystawiać jej prace w galeriach.

## Wystawy

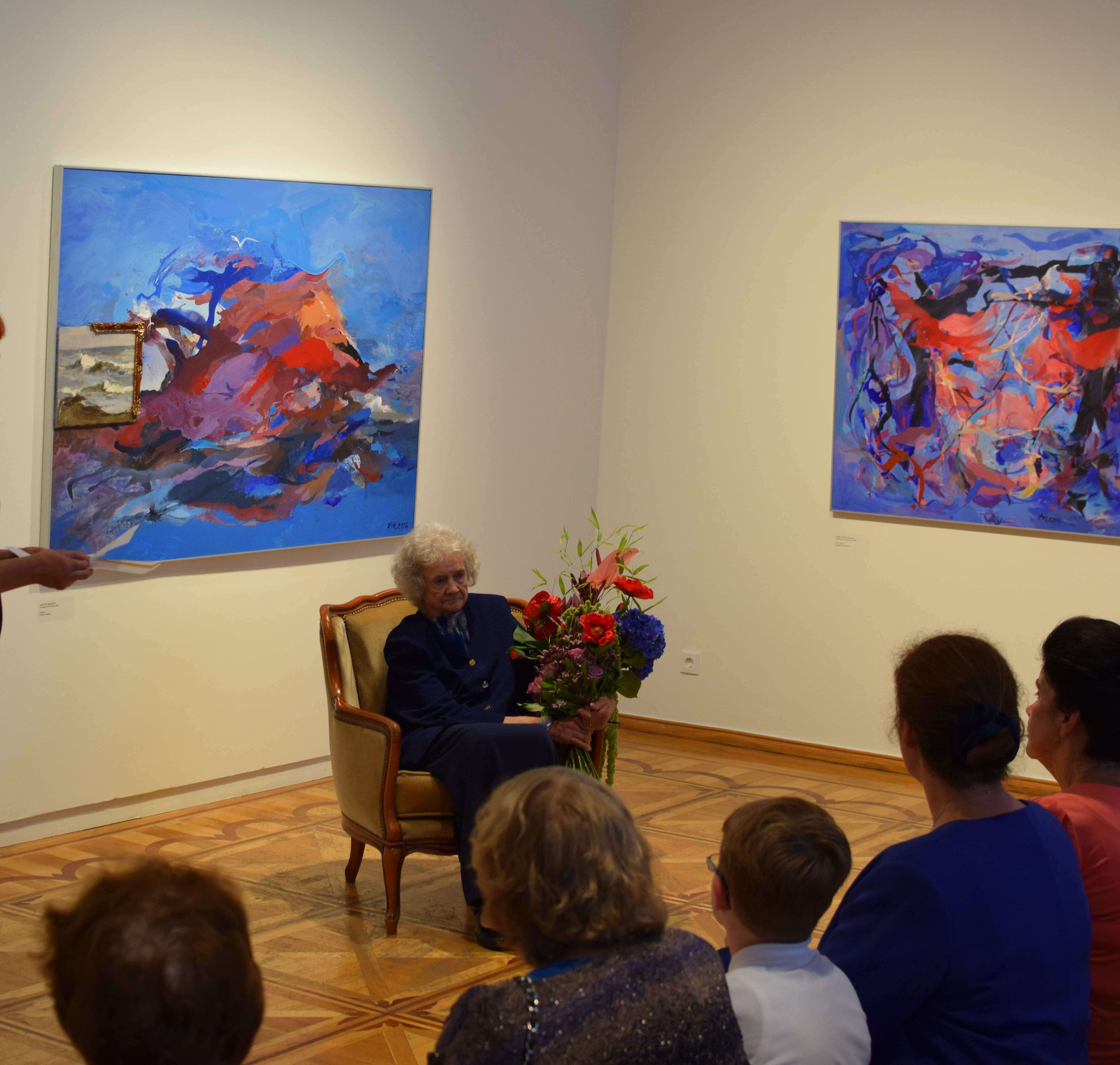
Lola Liivat w 2018 podczas wernisaży wystawy Lola Liivat. Vaimu vastupanu

- 1969 Pierwsza indywidualna wystawa w Salonie Sztuki w Tallinnie
- 1977 Wystawa indywidualna w Tallińskim Salonie Sztuki (Impresjoniści Kasaritsa)
- 1978 Wystawa przeglądowa w Muzeum Sztuki w Tartu
- 1983 Wystawa indywidualna w Salonie Sztuki w Tallinnie
- 1986 Wystawa „Minikompozycje abstrakcyjne” w galerii Draakon w Tallinnie
- 1992 Wystawa indywidualna w galerii Sinimandria w Tartu
- 1993 Wystawa indywidualna w Tartu Kunstnike Maja
- 1993 Wystawa indywidualna w Helsinkach
- 1994 Wystawa indywidualna w Domu Estońskim w Chicago
- 1995 Wystawa pasteli olejnych w Instytucie Kultury Niemieckiej w Tartu
- 1996 Wybrana wystawa malarstwa abstrakcyjnego i asamblaży w Estońskiej Bibliotece Narodowej w Tallinie
- 1996 Wystawa w Domu Pisarzy w Tartu
- 1997 Wystawa indywidualna w Eesti Maja w Sztokholmie
- 1998 Jubileuszowa retrospektywa „Abstraktsionist” w Muzeum Sztuki w Tartu
- 1999 Wystawa indywidualna w galerii Blum w Helsinkach
- 2001 Wystawa indywidualna „Ślady czasu” w galerii Ühispank w Tallinnie
- 2001 Wystawa indywidualna w Cybernetics House w Mustamäe
- 2002 Wystawa indywidualna „Nine to Nine” w galerii Atrium Tallinn Business Centre
- 2002 Wystawa indywidualna w Kopenhadze w galerii Shambala
- 2003 Wystawa indywidualna „Dedykacje” w galerii G w Tallinnie
- 2003 Wystawa indywidualna w Centrum Kultury Nõmme
- 2004 Osobista wystawa „Pokłon przeszłości” w galerii Centrum Kultury Põltsamaa
- 2005 Osobista wystawa „Prace zebrane” w Viljandi Art Hall
- 2005 Wystawa indywidualna „9 + 1" w galerii Y w Tartu
- 2005 Wystawa indywidualna w Viljandi Art Hall
- 2006 Osobista wystawa „Choices” w Galerii Tünn Muzeum Sztuki w Wiedniu
- 2006 Wystawa indywidualna „Znaki wyboru” w Galerii SEB Ühispank w Tallinnie
- 2007 Osobista wystawa „Keela khrudu” w sali wystawowej Riigikogu w Toompea
- 2007 Osobista wystawa „Długi hrabstwa Võru” w Galerii Miejskiej Võru
- 2008 Wystawa indywidualna „All Life” w Galerii Sztuki w Tallinnie
- 2008 Retrospektywa „KOGU” w Muzeum Sztuki Viinistu
- 2008 Jubileuszowa wystawa „KULG” w galerii Ku
- 2009 Wystawa malarstwa abstrakcyjnego Loli Liivati w Galerii Rakvere
- 2013 Wystawa indywidualna „Aate kumendus” w Galerii Miejskiej Võru
- 2015 Wystawa indywidualna „Muzyka jest najwyższa” w Galerii Sztuki w Tallinnie
- 2016 Wystawa indywidualna „Zmotywowani przez ważne” w Galerii Vaal, Tallinn
- 2018 Wystawa retrospektywna „Lola Liivat. Vaimu vastupanu” [„Lola Liivat. Opór ducha”] w Muzeum Sztuki w Tartu

## Nagrody
- 1998 Nagroda Ado Vabbe[6][5]
- 2001 Order Zasługi Klasy Medalu Białej Gwiazdy[7]
- 2008 Nagroda Konrada Mäe[8]
- 2019 Nagroda artystyczna AkzoNobel[9]

## Galeria

Lola Liivat – Kevad 1959
Lola Liivat – Protestilaul 1962
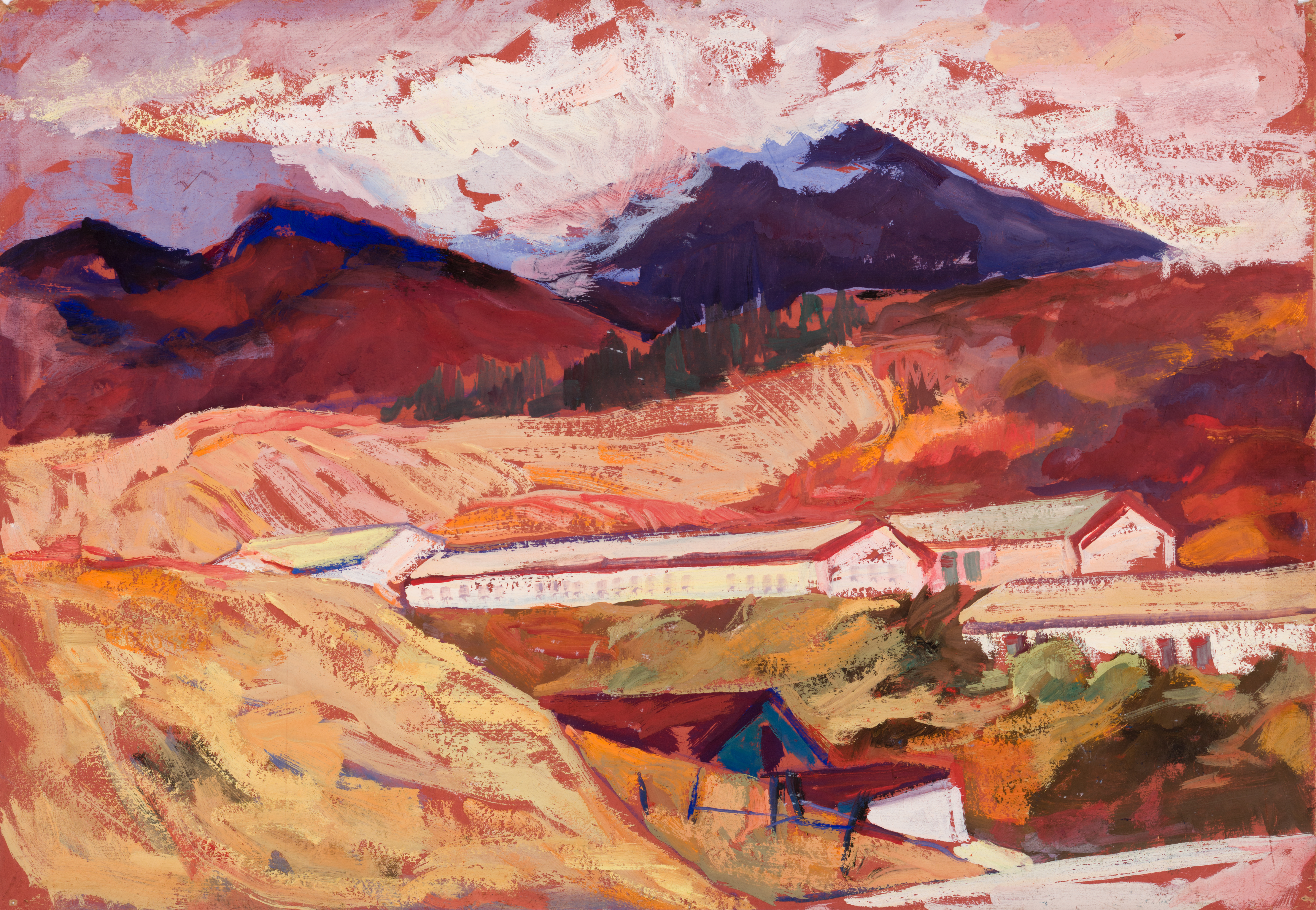
Lola Liivat – Vaade viinamarjakasvatamise sovhoosile 1963
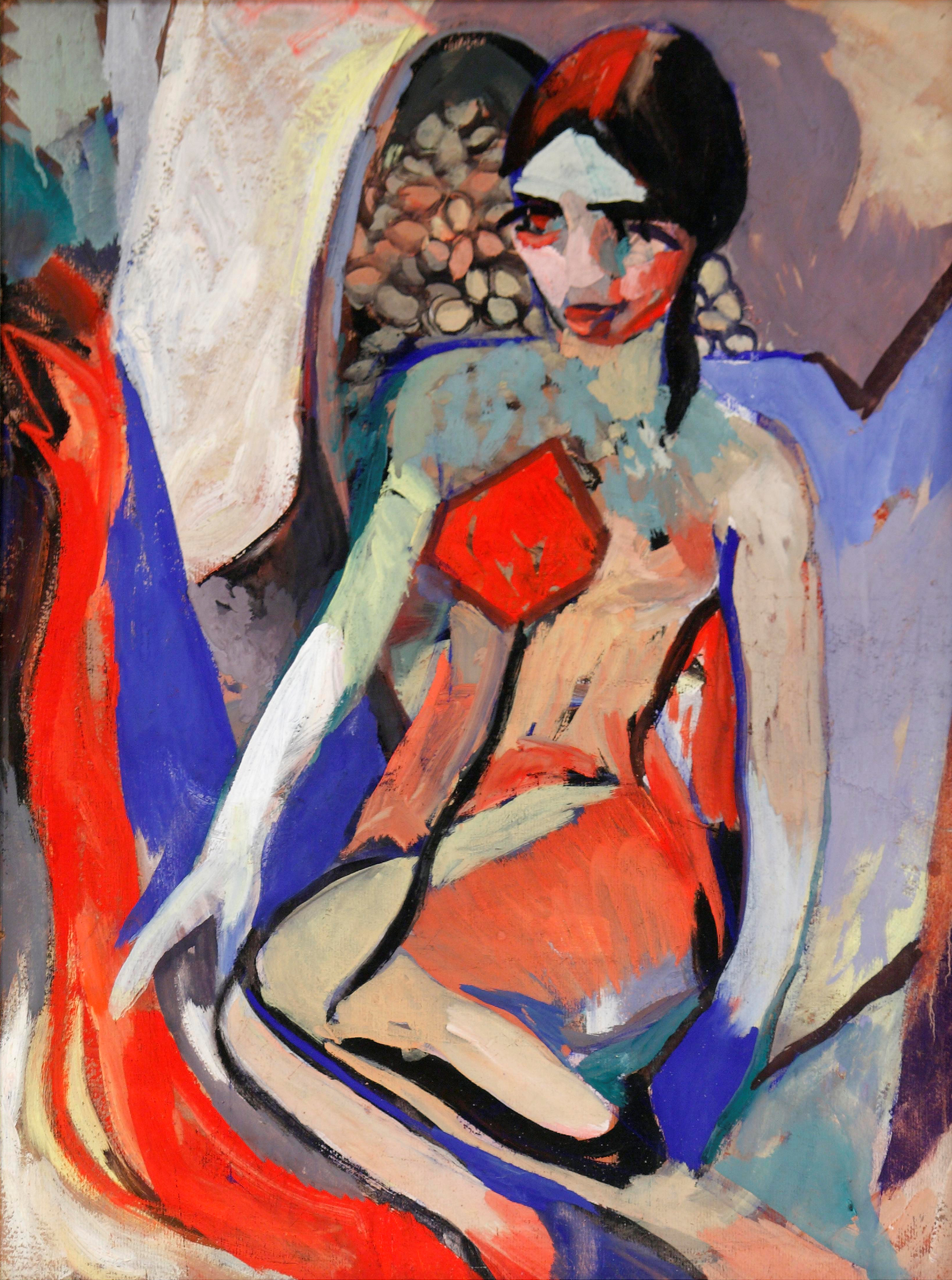
Lola Liivat – Krimmi pruut 1964
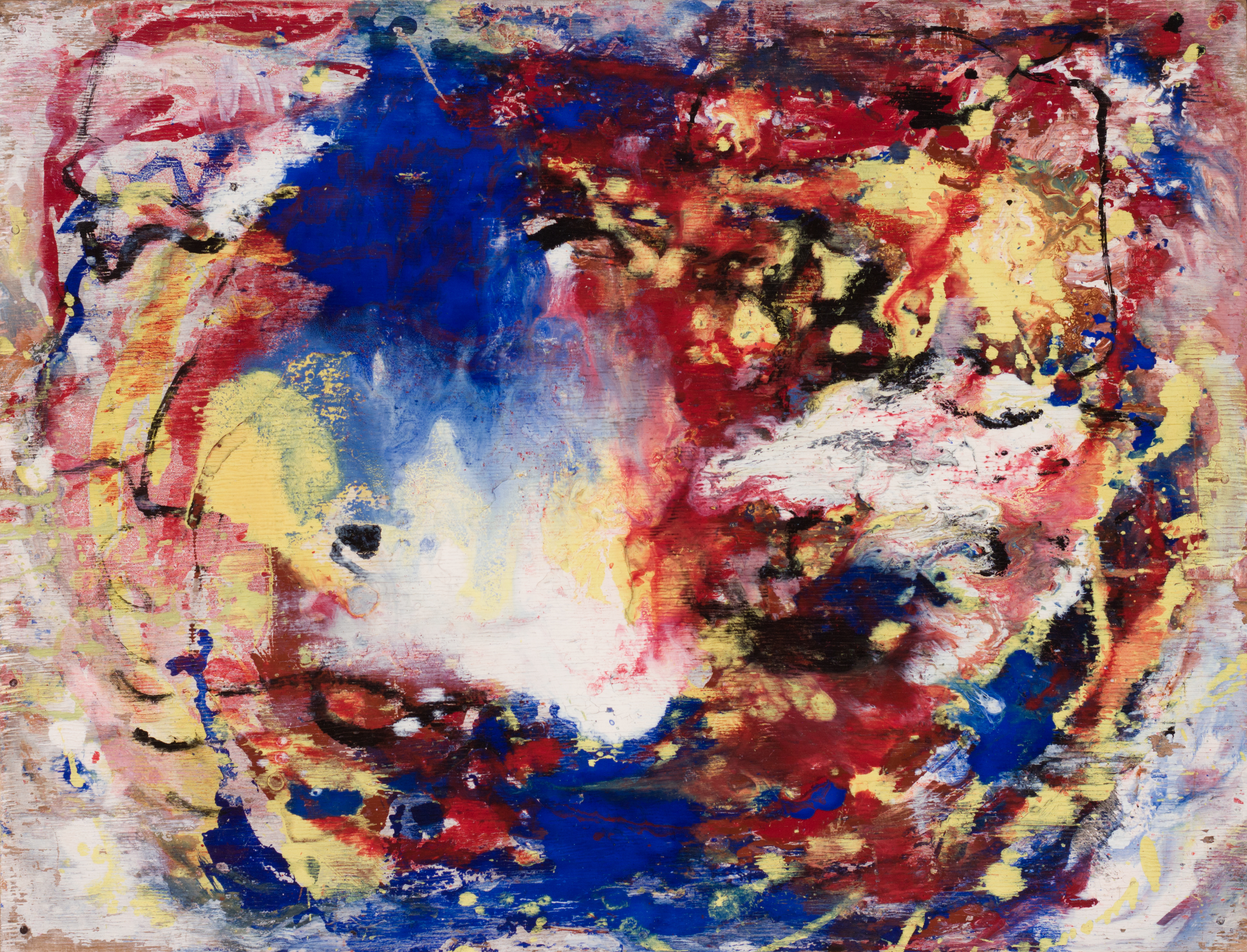
Lola Liivat – Kompositsioon 1967
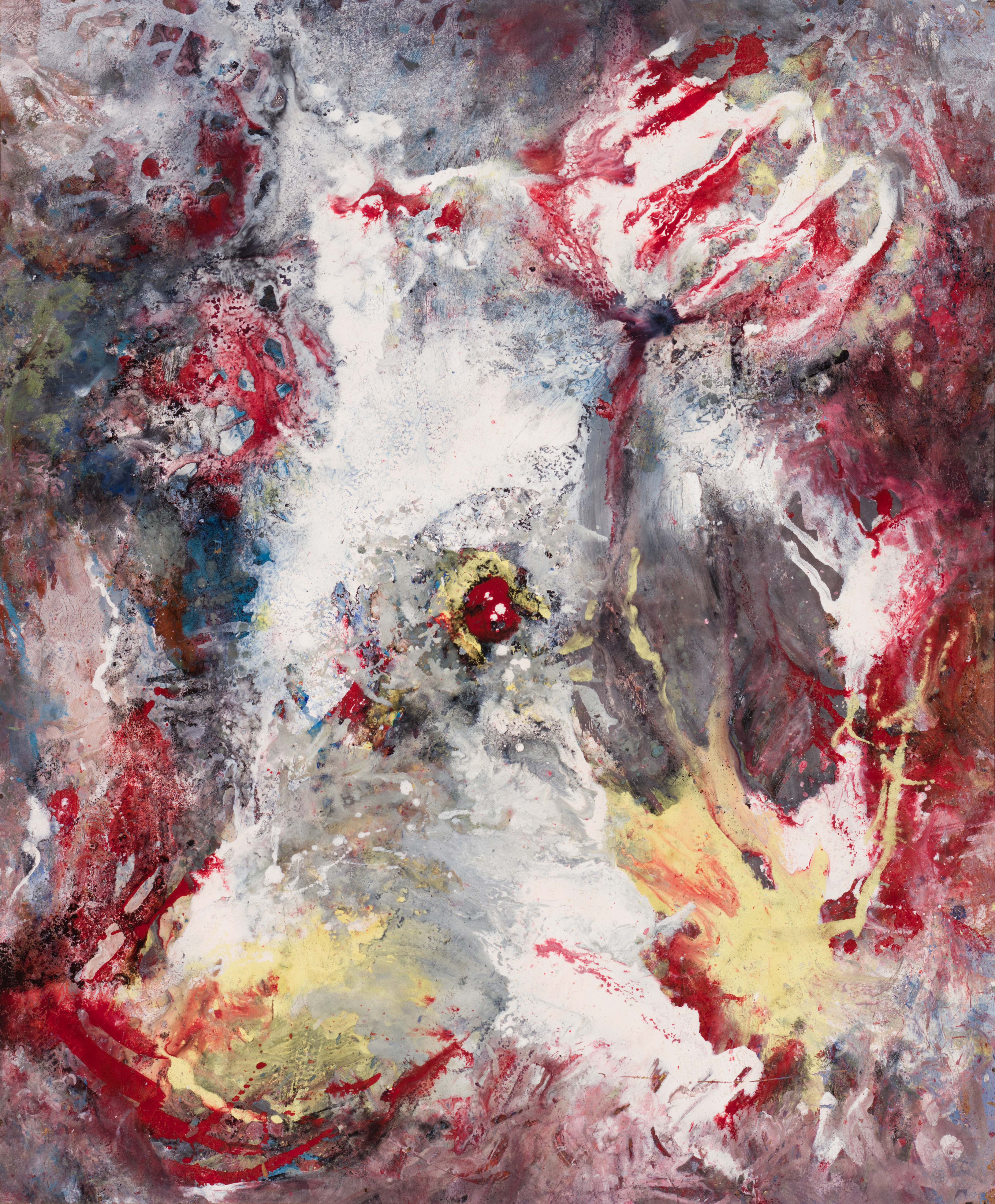
Lola Liivat – Kevad I 1967